# Ronde van Italië 1972
| Eindklassement      |                      |              |
| Algemeen klassement | Eddy Merckx          | 103h 04' 04" |
| Tweede              | José Manuel Fuente   | + 5' 30"     |
| Derde               | Francisco Galdos     | + 10' 39"    |
| Vierde              | Vicente López Carril | + 11' 17"    |
| Vijfde              | Wladimiro Panizza    | + 13' 00"    |
| Zesde               | Gösta Pettersson     | + 13' 09"    |
| Zevende             | Roger De Vlaeminck   | + 13' 52"    |
| Achtste             | Felice Gimondi       | + 14' 05"    |
| Negende             | Miguel María Lasa    | + 14' 19"    |
| Tiende              | Santiago Lazcano     | + 17' 42"    |
| Rode Lantaarn       | Piero Spinelli (69e) | + 2h 10' 16" |
| Puntenklassement    | Roger De Vlaeminck   | ? punten     |
| Tweede              | Eddy Merckx          | ? punten     |
| Derde               | Miguel María Lasa    | ? punten     |
| Bergklassement      | José Manuel Fuente   | 490 punten   |
| Tweede              | Eddy Merckx          | 350 punten   |
| Derde               | Francisco Galdos     | 270 punten   |
| Ploegenklassement   | Molteni              | ?            |
| Tweede              | ?                    | ?            |
| Derde               | ?                    | ?            |

In 1972 ging de 55e Giro d'Italia op 21 mei van start in Venetië. Hij eindigde op 11 juni in Milaan. Er stonden 100 renners verdeeld over 10 ploegen aan de start. Hij werd gewonnen door Eddy Merckx, die in 1968 en in 1970 ook al winnaar van de Giro was.
Aantal ritten: 20

Totale afstand: 3790.0 km

Gemiddelde snelheid: 36.772 km/h

Aantal deelnemers: 100

## Belgische en Nederlandse prestaties
In totaal namen er 18 Belgen en 0 Nederlanders deel aan de Giro van 1972.

### Belgische etappezeges
- Roger De Vlaeminck won de 6e etappe van Montesano sulla Marcellana naar Cosenza, de 15e etappe van Parabiago naar Parabiago, de 18e etappe van Sulden naar Asiago en de 19e etappe deel A van Asiago naar Arco.
- Albert Van Vlierberghe won de 9e etappe van Messina naar Messina.
- Eddy Merckx won de 12e etappe deel A van Forte dei Marmi naar Forte dei Marmi, de 14e etappe van Savona naar Monte Jafferau, de 16e etappe van Parabiago naar Livigno en de 19e etappe deel B van Arco naar Arco.
- Roger Swerts won de 12e etappe deel B van Forte dei Marmi naar Forte dei Marmi.

### Nederlandse etappezeges
- In 1972 was er geen Nederlandse etappezege.

## Etappe uitslagen
| Datum                  | Etappe     | Parcours                                    | Afstand | Eerste                       | Tweede                   | Derde                       | Klassementsleider        |
| ---------------------- | ---------- | ------------------------------------------- | ------- | ---------------------------- | ------------------------ | --------------------------- | ------------------------ |
| 21 mei                 | etappe 1   | Venetië - Ravenna                           | 196 km  | Marino Basso (Ita)           | Franco Bitossi (Ita)     | Miguel María Lasa (Spa)     | Marino Basso (Ita)       |
| 22 mei                 | etappe 2   | Ravenna - Fermo                             | 212 km  | Gianni Motta (Ita)           | Franco Bitossi (Ita)     | Marino Basso (Ita)          | Marino Basso (Ita)       |
| 23 mei                 | etappe 3   | Porto San Giorgio - Francavilla al Mare     | 205 km  | Ugo Colombo (Ita)            | Eddy Merckx (Bel)        | Gianni Motta (Ita)          | Ugo Colombo (Ita)        |
| 24 mei                 | etappe 4a  | Francavilla al Mare - Blockhaus             | 48 km   | José Manuel Fuente (Spa)     | Miguel María Lasa (Spa)  | Gianni Motta (Ita)          | José Manuel Fuente (Spa) |
| 24 mei                 | etappe 4b  | Blockhaus - Foggia                          | 210 km  | Wilmo Francioni (Ita)        | Enrico Paolini (Ita)     | Giacinto Santamborgio (Ita) | José Manuel Fuente (Spa) |
| 25 mei                 | etappe 5   | Foggia - Montesano sulla Marcellana         | 238 km  | Fabrizio Fabbri (Ita)        | Giancarlo Bellini (Ita)  | Franco Bitossi (Ita)        | José Manuel Fuente (Spa) |
| 26 mei                 | etappe 6   | Montesano sulla Marcellana - Cosenza        | 190 km  | Roger De Vlaeminck (Bel)     | Enrico Paolini (Ita)     | Erich Spahn (Zwi)           | José Manuel Fuente (Spa) |
| 27 mei                 | etappe 7   | Cosenza - Catanzaro                         | 151 km  | Gösta Pettersson (Zwe)       | Eddy Merckx (Bel)        | Miguel María Lasa (Spa)     | Eddy Merckx (Bel)        |
| 28 mei                 | etappe 8   | Catanzaro - Reggio Calabria                 | 160 km  | Attilio Benfatto (Ita)       | Felice Gimondi (Ita)     | Erich Spahn (Zwi)           | Eddy Merckx (Bel)        |
| 29 mei                 | etappe 9   | Messina - Messina                           | 166 km  | Albert Van Vlierberghe (Bel) | Vittorio Cumino (Ita)    | Jürg Schneider (Zwi)        | Eddy Merckx (Bel)        |
| 30 mei was een rustdag |            |                                             |         |                              |                          |                             |                          |
| 31 mei                 | etappe 10  | Rome - Porto Santo Stefano                  | 166 km  | Italo Zilioli (Ita)          | Roger De Vlaeminck (Bel) | Gianni Motta (Ita)          | Eddy Merckx (Bel)        |
| 1 juni                 | etappe 11  | Porto Santo Stefano - Forte dei Marmi       | 242 km  | Miguel María Lasa (Spa)      | Roger De Vlaeminck (Bel) | Franco Bitossi (Ita)        | Eddy Merckx (Bel)        |
| 2 juni                 | etappe 12a | Forte dei Marmi - Forte dei Marmi (tijdrit) | 20 km   | Eddy Merckx (Bel)            | Felice Gimondi (Ita)     | Roger Swerts (Bel)          | Eddy Merckx (Bel)        |
| 2 juni                 | etappe 12b | Forte dei Marmi - Forte dei Marmi           | 20 km   | Roger Swerts (Bel)           | Eddy Merckx (Bel)        | Felice Gimondi (Ita)        | Eddy Merckx (Bel)        |
| 3 juni                 | etappe 13  | Forte dei Marmi - Savona                    | 200 km  | Wilmo Francioni (Ita)        | Roger De Vlaeminck (Bel) | Miguel María Lasa (Spa)     | Eddy Merckx (Bel)        |
| 4 juni                 | etappe 14  | Savona - Monte Jafferau                     | 256 km  | Eddy Merckx (Bel)            | Wladimiro Panizza (Ita)  | José Manuel Fuente (Spa)    | Eddy Merckx (Bel)        |
| 5 juni was een rustdag |            |                                             |         |                              |                          |                             |                          |
| 6 juni                 | etappe 15  | Parabiago - Parabiago                       | 168 km  | Roger De Vlaeminck (Bel)     | Michele Dancelli (Ita)   | Arnaldo Caverzasi (Ita)     | Eddy Merckx (Bel)        |
| 7 juni                 | etappe 16  | Parabiago - Livigno                         | 256 km  | Eddy Merckx (Bel)            | Francisco Galdos (Spa)   | Marcello Bergamo (Ita)      | Eddy Merckx (Bel)        |
| 8 juni                 | etappe 17  | Livigno - Passo dello Stelvio               | 88 km   | José Manuel Fuente (Spa)     | Francisco Galdos (Spa)   | Eddy Merckx (Bel)           | Eddy Merckx (Bel)        |
| 9 juni                 | etappe 18  | Sulden/Solda - Asiago                       | 233 km  | Roger De Vlaeminck (Bel)     | Miguel María Lasa (Spa)  | Roger Swerts (Bel)          | Eddy Merckx (Bel)        |
| 10 juni                | etappe 19a | Asiago - Arco                               | 163 km  | Roger De Vlaeminck (Bel)     | Michele Dancelli (Ita)   | Miguel María Lasa (Spa)     | Eddy Merckx (Bel)        |
| 10 juni                | etappe 19b | Arco - Arco (tijdrit)                       | 18 km   | Eddy Merckx (Bel)            | Roger Swerts (Bel)       | Roger De Vlaeminck (Bel)    | Eddy Merckx (Bel)        |
| 11 juni                | etappe 20  | Arco - Milaan                               | 184 km  | Enrico Paolini (Ita)         | Jos Huysmans (Bel)       | Ole Ritter (Den)            | Eddy Merckx (Bel)        |

 winnaars · 
roze trui · 
  puntenklassement · 
  bergklassement · 
 jongerenklassement · 
 intergiro · 
 ploegenklassement · 
 strijdlust · 
 zwarte trui
Giro d'Italia Next Gen · Giro Donne · Cima Coppi
 Belgische rozetruidragers · etappewinnaars
 Nederlandse rozetruidragers · etappewinnaars
Mannen:
1909 · 
1910 · 
1911 · 
1912 · 
1913 · 
1914 · 
1919 · 
1920 · 
1921 · 
1922 · 
1923 · 
1924 · 
1925 · 
1926 · 
1927 · 
1928 · 
1929 · 
1930 · 
1931 · 
1932 · 
1933 · 
1934 · 
1935 · 
1936 · 
1937 · 
1938 · 
1939 · 
1940 · 
1946 · 
1947 · 
1948 · 
1949 · 
1950 · 
1951 · 
1952 · 
1953 · 
1954 · 
1955 · 
1956 · 
1957 · 
1958 · 
1959 · 
1960 · 
1961 · 
1962 · 
1963 · 
1964 · 
1965 · 
1966 · 
1967 · 
1968 · 
1969 · 
1970 · 
1971 · 
1972 · 
1973 · 
1974 · 
1975 · 
1976 · 
1977 · 
1978 · 
1979 · 
1980 · 
1981 · 
1982 · 
1983 · 
1984 · 
1985 · 
1986 · 
1987 · 
1988 · 
1989 · 
1990 · 
1991 · 
1992 · 
1993 · 
1994 · 
1995 · 
1996 · 
1997 · 
1998 · 
1999 · 
2000 · 
2001 · 
2002 · 
2003 · 
2004 · 
2005 · 
2006 · 
2007 · 
2008 · 
2009 · 
2010 · 
2011 · 
2012 · 
2013 · 
2014 · 
2015 · 
2016 · 
2017 · 
2018 · 
2019 · 
2020 · 
2021 · 
2022 · 
2023 · 
2024 · 
2025
Vrouwen:
1988 · 
1989 · 
1990 · 
1991 ·
1992 ·
1993 · 
1994 · 
1995 · 
1996 · 
1997 · 
1998 · 
1999 · 
2000 · 
2001 · 
2002 · 
2003 · 
2004 · 
2005 · 
2006 · 
2007 · 
2008 · 
2009 · 
2010 · 
2011 · 
2012 ·
2013 · 
2014 ·
2015 ·
2016 ·
2017 ·
2018 ·
2019 ·
2020 ·
2021 ·
2022 ·
2023 ·
2024 ·
2025